# Hugo I. od Châtillona
Hugo I. od Châtillona (? - 9. travnja 1248.) bio je grof Saint-Pola i Bloisa te lord Troissyja i Crècyja. Njegovi su roditelji bili Gaucher III. od Châtillona i grofica Elizabeta od Saint-Pola.
Oženio je najprije, 1216., Agnezu od Bara, čiji su roditelji bili Teobald I. od Bara i njegova žena Ermesinda. Čini se da nisu imali djece.
Hugova je druga supruga bila Marija od Avesnesa. Marija mu je rodila Ivana, Guyja, Gauchera IV. i Huga (? - 1255.).
Hugo I. je imao još jednu suprugu; to je bila Matilda od Guînesa. Nisu imali djece.